# Lijst van dialecten van de wereld - R
Deze lijst van dialecten is zeker niet compleet en de aanduiding 'dialect' zal voor diverse van de genoemde variëteiten zeker omstreden zijn. De lijst bevat in principe alleen variëteiten die nauwelijks standaardisatie hebben ondergaan. Ze zijn geordend onder een kop die ofwel redelijk adequaat de genoemde subvariëteiten omvat, ofwel de naam is van de standaardtaal die door de dialectsprekers als lingua franca wordt gehanteerd.
Zie voor achtergronden over de schakeringen van de taal-dialectrelatie de lemma's variëteit (taalkunde), taal, dialect, streektaal, standaardtaal, dialectcontinuüm, taalfamilie.

## Rade
Adham - Bih - Blo - Kodrao - Krung 1 - Ndhur - Rde Kpa

## Ramoaaina
Aalawa - Makada - Molot

## Rampi
Rampi - Rato

## Rarotongaans
Atiu - Aitutaki (dialect) - Mangaia (dialect) - Mauke (dialect) - Mitiaro (dialect) - Rarotonga (dialect)

## Ratagnon
Santa Teresa (dialect) - Ratagnon

## Rejang
Lebong

## Rejang Kayaans
Lemena - Lisum - Long-Badaans - Long Geng - Long Kehobo - Long Murun - Ma'Aging - Uma Daro - Uma-Jumaans

## Rembong
Namu - Rembong - Wangka

## Rengao
Sedang-Rengao - Westelijk Rengao

## Rennell
Munggava - Mungiki

## Rerep
Tismaans

## Roemeens
Banaats - Maramurisch - Moldavisch - Munteniaans - Oltenisch - Transylvanisch

## Romblomanon
Basiq - Romblon - Sibuyaans

## Ron
Bokkos - Daffo-Butura - Monguna

## Roro
Bereina - Roro - Waima - Yule-Delena

## Rote
Ba'A-Loleh - Bilba-Diu-Lelenuk - Bokai - Rote-Tengah - Rote-Timur - Tii

## Rotokas
Aita - Atsilima - Pipipaia

## Rukai
Budai - Labuan - Maga - Mantauran - Tanan - Tona

## Rungus
Gonsomon - Nulu - Rungus

## Russisch
Noord-Russisch - Zuid-Russisch
A · B · C · D · E · F · G · H · I · J · K · L · M · N · O · P · Q · R · S · T · U · V · W · Y · Z